# Strażnicy cnoty
Strażnicy cnoty (ang. Blockers) – amerykański film komediowy z 2018 roku w reżyserii Kay Cannon, wyprodukowany przez wytwórnię Universal Pictures. Główne role w filmie zagrali Leslie Mann, Ike Barinholtz i John Cena.
Premiera filmu odbyła się 10 marca 2018 podczas South by Southwest. Miesiąc później, 6 kwietnia, obraz trafił do kin na terenie Stanów Zjednoczonych. W Polsce premiera filmu odbędzie się 4 maja 2018.

## Fabuła
Kayla, Julie i Sam znają się i przyjaźnią od pierwszego dnia szkoły podstawowej. Dziewczyny wybierają się na studia, ale wcześniej czeka je bal na zakończenie liceum. Nastolatki wiążą z tym wieczorem ważne plany i zawarły sekretny pakt – każda zamierza stracić dziewictwo z chłopakiem, który będzie jej towarzyszył na zabawie. Jednak ich rodzice, którzy również od dawna się przyjaźnią, przypadkowo dowiadują się o spisku i robią wszystko, aby powstrzymać swoje córki. Nawet jeśli to wymaga samochodowych pościgów i postawienia na nogi całego hotelu, który dziewczyny wybrały na miejsce swoich randek.

## Obsada
- Leslie Mann jako Lisa Decker, samotna matka Julie
- Ike Barinholtz jako Hunter
- John Cena jako Mitchell
- Kathryn Newton jako Julie Decker, córka Lisy
- Geraldine Viswanathan jako Kayla, córka Mitchella i Marcie
- Gideon Adlon jako Sam, córka Huntera
- Graham Phillips jako Austin, chłopak Julie
- Miles Robbins jako Connor
- Jimmy Bellinger jako Chad
- June Diane Raphael jako Brenda
- Jake Picking jako Kyler
- Hannibal Buress jako Frank
- Sarayu Blue jako Marcie, żona Mitchella i matka Kayli
- Gary Cole jako Ron, mąż Cathy i ojciec Austina
- Colton Dunn jako Rudy
- Gina Gershon jako Cathy, żona Rona i matka Austina
- Ramona Young jako Angelica
- T.C. Carter jako Jayden

## Produkcja
Zdjęcia do filmu zrealizowano w Atlancie w stanie Georgia.

## Odbiór

### Box office
Z dniem 27 kwietnia 2018 roku film Strażnicy cnoty zarobił 51,2 miliona dolarów w Stanach Zjednoczonych i Kanadzie oraz 19,4 miliona dolarów w pozostałych państwach; łącznie 70,6 milionów dolarów w stosunku do budżetu produkcyjnego 21 milionów dolarów.

### Krytyka w mediach
Film Strażnicy cnoty spotkał się z pozytywną reakcją krytyków. W serwisie Rotten Tomatoes 83% ze stu pięćdziesięciu siedmiu recenzji filmu jest pozytywne (średnia ocen wyniosła 6,7 na 10). Na portalu Metacritic średnia ocen z 45 recenzji wyniosła 69 punktów na 100.